# 羽島市福祉ふれあい会館
羽島市福祉ふれあい会館（はしましふくしじゅれあいかいかん）は、岐阜県羽島市にある公共施設（福祉施設）である。

## 概要
2004年（平成16年）11月13日開館。
福祉の増進（特に障害者・児童・高齢者）を目的とした施設である。
隣接して（同一敷地内）羽島市民会館がある。
2階の地域活動センターは指定管理者制度を導入しており、技研サービスが管理運営する。

## 施設概要
1階
- ふれあい介護支援センター
- 羽島市社会福祉協議会

2階
- 地域活動センター
  - 地域ふれあいスペース
  - コミュニケーションルーム
  - ボランティアルーム
  - 調理室

3階
- 発達支援センター
  - 発達教室もも
  - 相談室もも

4階
- 児童センター

## 所在地
- 岐阜県羽島市福寿町浅平3丁目25

## 利用案内
開館時間、休館日は各施設（ふれあい介護支援センター・地域活動センター・発達支援センター・児童センター）で異なる。

## 交通アクセス

### 公共交通機関
- 名鉄竹鼻線 羽島市役所前駅下車、徒歩で約8分。
- 名鉄羽島線 新羽島駅下車、徒歩で約10分。
- JR東海道新幹線 岐阜羽島駅下車、徒歩で約10分。
- 羽島市コミュニティバス東・はしまわる線、西・はしまわる線、中・はしまわる線、温泉・はしまわる線「市民会館」バス停より徒歩ですぐ。

## 周辺施設
- 羽島市民会館 - 隣接している。
- 羽島市いきいき元気館
- 羽島市役所
- 岐阜県立羽島高等学校
- 羽島市立竹鼻中学校
- 羽島市立竹鼻小学校
- 羽島市立福寿小学校
- 羽島市役所前駅
- 新羽島駅
- 岐阜羽島駅